# Casa Josep Amiel
La Casa Josep Amiel és un edifici del municipi de Figueres (Alt Empordà) que forma part de l'Inventari del Patrimoni Arquitectònic de Catalunya. Pertany a la família Vives; edificada tres generacions endarrere; ha sofert modificacions a l'interior pels mateixos propietaris que són constructors. Arquitecte desconegut.

## Descripció
Edifici situat a la zona coneguda com el Poble Nou. Es tracta d'un edifici aïllat de planta baixa. La façana presenta porta central i dues finestres laterals amb llindes decorades en alt relleu amb motius florals. A la moltllura que recorre la part superior de la façana es repeteix el motiu floral de les llindes. Aquest fris presenta dos forats de ventilació. Coronant la casa hi ha una terrassa amb balustrada bipartida amb cos central amb jardinera ornamentada. Aquesta té continuació en el cos que separa el fris, que també presenta una decoració floral de tipus geomètric. Tota l'ornamentació és ceràmica. Presenta jardí a la part del davant i el conjunt de casa i jardí està encerclat per una tanca amb sòcol de pedra i reixa de ferro.